# Achipatti
Achipatti là một thị xã điều tra dân số (census town) trong quận Coimbatore trong bang Tamil Nadu của Ấn Độ.

## Cơ cấu dân số
Theo điều tra dân số Ấn Độ năm 2001, Achipatti có dân số 7459 người. Nam giới chiếm 51% dân số, nữ giới chiếm 49% dân số. Achipatti có tỷ lệ biết chữ bình quân 75%, cao hơn mức trung bình 59,5% của toàn quốc; với 55% đàn ông và 45% phụ nữ biết chữ. 10% dân số có độ tuổi dưới 6.